# Ludlow (Vermont, város)
Ludlow város az USA Vermont államában, Windsor megyében. Lakosainak száma 2172 fő (2020. április 1.).

## Népesség
A település népességének változása:

| 2010 | 1 963 |
| 2020 | 2 172 |